# Dominik Sedlar

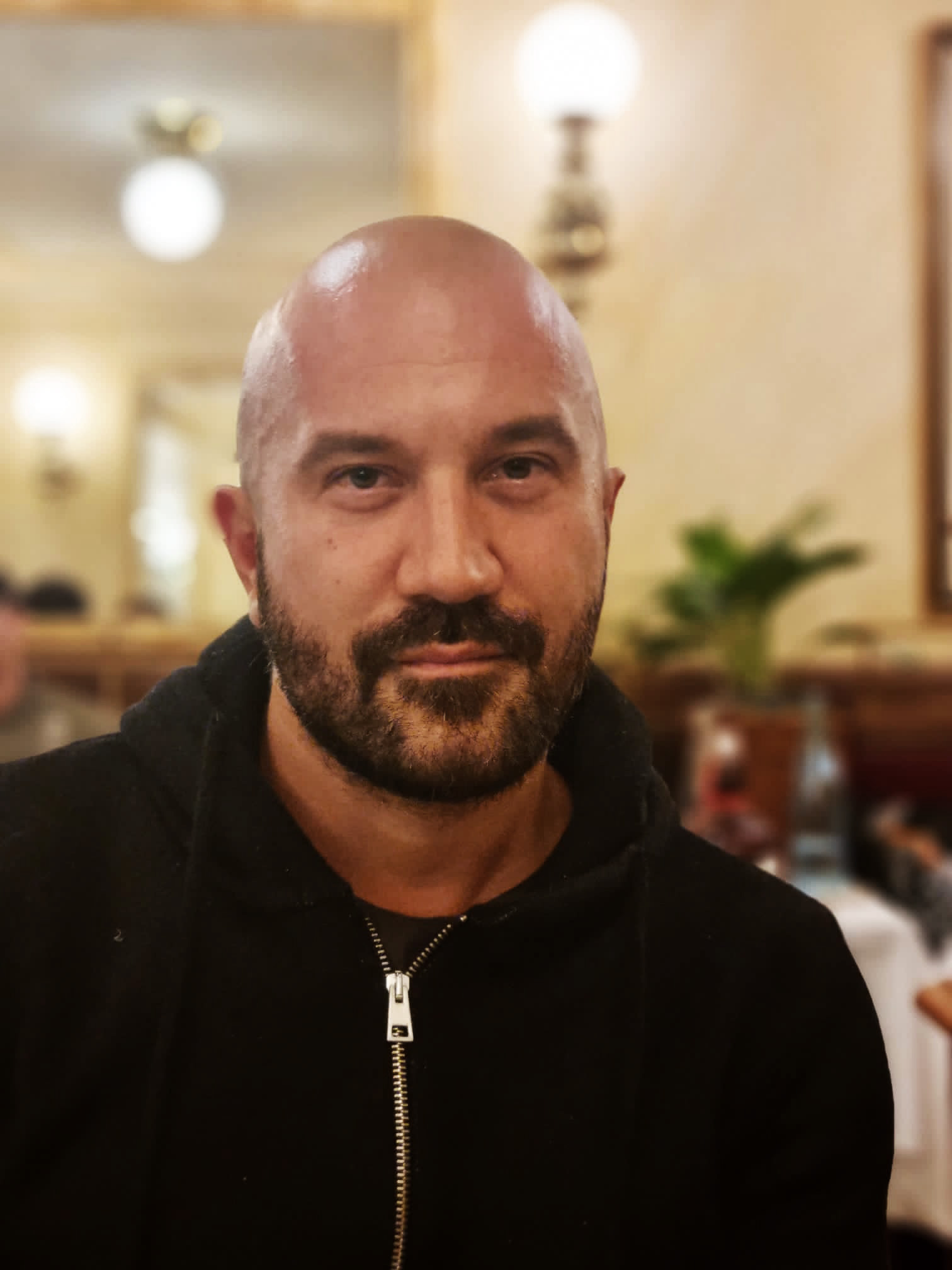
Dominik Sedlar (2022)

Dominik Sedlar (* 20. Dezember 1979 in Zagreb) ist ein kroatisch-amerikanischer Filmregisseur, Produzent und Drehbuchautor.

## Leben
Dominik Sedlar wurde in Zagreb als Sohn des Filmregisseurs und Produzenten Jakov Sedlar geboren. Er wuchs in Zagreb auf und absolvierte dort seine frühe Ausbildung. Von 1994 bis 1998 besuchte er die Professional Children’s School in New York City. Er besuchte auch die Tisch School of the Arts der New York University.
Sein Regiedebüt gab er im Alter von 15 Jahren, als er bei einem Dokumentarfilm mit dem Titel The Mozart of Basketball – The Story of Dražen Petrović dem Regisseur assistierte. Bisher hat Dominik Sedlar bei 15 Filmen Regie geführt: 3 Spielfilme und 12 Dokumentarfilme. Zu seinen bekannteren früheren Filmen gehört Syndrome Jerusalem, der 2004 bei den Internationalen Filmfestspielen von Venedig mit einem Sonderpreis ausgezeichnet wurde.
2006 führte er gemeinsam mit seinem Vater Jakov Sedlar Regie bei dem Dokumentarfilm Searching for Orson, einem Film über die unbekannten und nie fertiggestellten Filme von Orson Welles, der von Peter Bogdanovich erzählt wird und Interviews mit Steven Spielberg, Frank Marshall, Paul Mazursky, James Earl Jones, Merv Griffin, Henry Jaglom und Oja Kodar enthält. Der Film hatte seine Premiere 2006 auf dem AFI FEST in Los Angeles.
Im Jahr 2014 schrieb und inszenierte er die Indie-Komödie In Between Engagements mit Armand Assante, die weltweit über die Streaming-Plattform Amazon Prime vertrieben wird, sowie das sporthistorische Drama The Match aus dem Jahr 2021 mit Franco Nero, Caspar Phillipson und Armand Assante in den Hauptrollen. Der letztgenannte Film wurde in mehr als 70 Länder der Welt verkauft und in mehr als 50 Kinos in den Vereinigten Staaten gezeigt. Seine Fernsehpremiere hatte er am 2. Dezember 2021 auf Showtime Networks.
Im Jahr 2022 schrieb er das Drehbuch und inszenierte das Filmdrama The Conversation (Das Gespräch) mit Caspar Phillipson und Dylan Turner in den Hauptrollen, das auf einer wahren Geschichte über das einzige Treffen zwischen dem kroatischen Kardinal Alojzije Stepinac und Marschall Tito basiert.

## Filmografie (in Auswahl)
Spielfilme
- 2003 – Mercy of the Sea, Blackstone Media Arts, Orlando films & Capistrano films
- 2004 – Syndrome Jerusalem, Orlando films
- 2014 – In Between Engagements, VISION Studios
- 2021 – The Match, VISION Studios & Olledorff Center
- 2022 – The Conversation, Croatia film & Quiet storm productions
- 2025 – Vindicta, Croatia film, Bullet Entertainment (US)

Dokumentarfilme
- 1995 – The Mozart of Basketball – The Story of Drazen Petrovic, IPI International
- 1997 – Croatia: Land of 1,100 Islands & 101 Dalmatians, Blackstone Media Arts
- 2005 – Croatian seas, Blitz films (distributor)
- 2006 – Searching for Orson, Filmind
- 2011 – Caffe Auschwitz, VISION Studios
- 2014 – Anne Frank, Then and Now, FILMIND & Ollendorff Center
- 2016 – The Righteous Gypsy, Ollendorf Center